# Edward Simmons
Edward Emerson Simmons né le 27 octobre 1852 à Concord (Massachusetts), mort le 17 novembre 1931 est un peintre impressionniste américain. Il était membre des Ten American Painters.

## Carrière
Il fait ses études au Harvard College en 1874, devient élève de Jules Lefebvre et Gustave Boulanger à Paris où il décroche une médaille d'or. En 1894 pour ses peintures murales de la Criminal Courthouse à New York (100 Centre street), il est récompensé par la Municipal Art society. Simmons décora l'hôtel Waldorf-Astoria, la Librairie du Congrès ainsi que le Capitole de Saint-Paul (Minnesota). Pendant l'année 1914 avec le peintre Childe Hassam ils sont allés chez le peintre californien Xavier Martinez pour voir ses tableaux représentant le désert de l'Arizona. Il est considéré comme un peintre appartenant au courant American renaissance, mouvement qui après la première guerre civile américaine insista sur les rapports esthétiques entre peinture, sculpture, architecture et décoration. Il publia en 1922 son autobiographie et mourut le 17 novembre 1931.

## Galerie

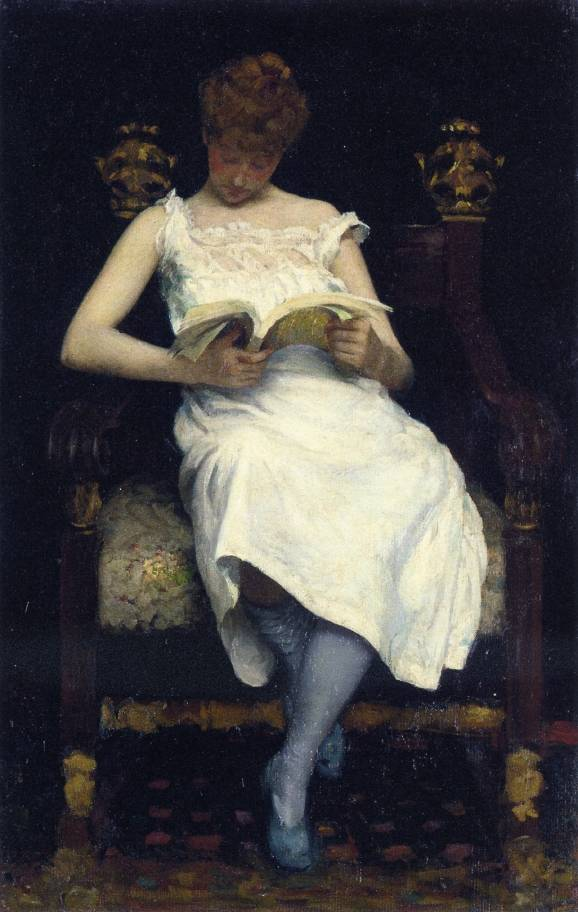
girl reading
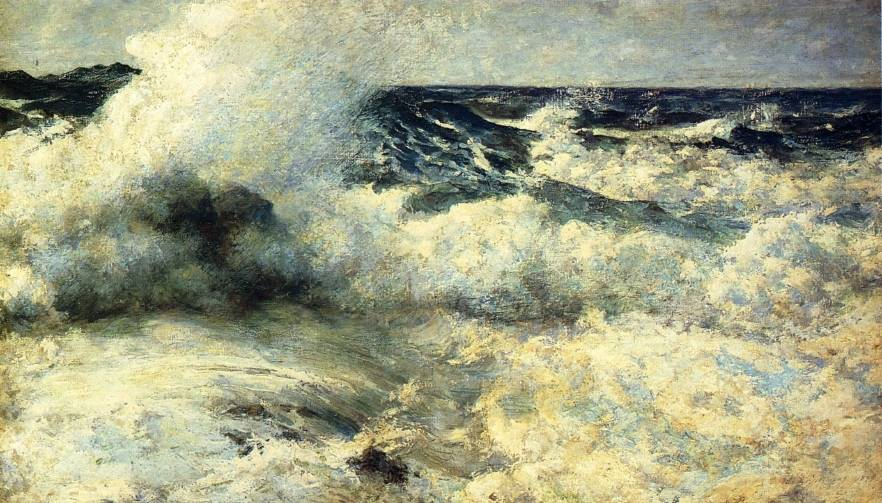
high sea
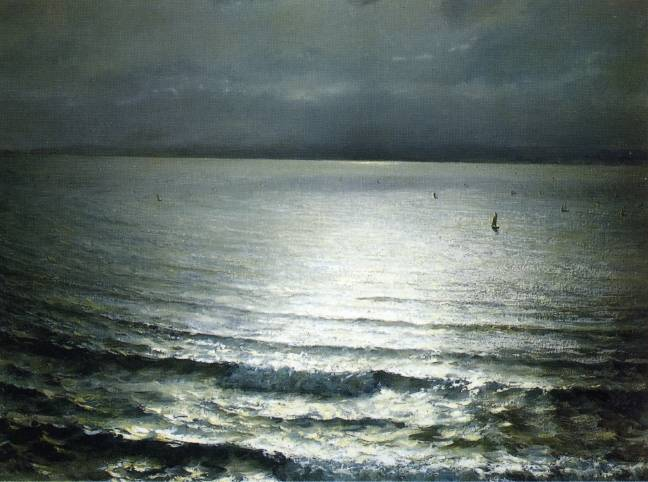
night